# Erziehungsregister
Das Erziehungsregister ist Teil des Bundeszentralregisters, das Entscheidungen und Anordnungen gegen eine Person nach dem Jugendstrafrecht enthält. Gesetzliche Grundlagen sind §§ 59, 60 Bundeszentralregistergesetz (BZRG).
In das Erziehungsregister werden die folgenden Entscheidungen und Anordnungen eingetragen:
- Maßnahmen nach § 3 S. 2 JGG (§ 60 Abs. 1 Nr. 1 BZRG),
- Freispruch wegen mangelnder Reife und die Einstellung des Verfahrens aus diesem Grund nach § 47 Abs. 1 S. 1 Nr. 4 JGG,
- Anordnung von Erziehungsmaßregeln oder Zuchtmitteln wie etwa Sozialstunden oder Jugendarrest (§ 9 bis 16 JGG),
- Entscheidungen des Familien- und Betreuungsgerichts nach §§ 1666 Abs. 1, 1666a, sowie § 1837 Abs. 4 BGB  (§ 60 Abs. 1 Nr. 9 BZRG),
- Absehen der Verfolgung nach § 45 JGG (Voraussetzungen nach § 153 StPO erfüllt),
- Einstellung des Verfahrens durch den Richter.[1]

Auskunftsberechtigt sind die Strafgerichte, Staatsanwaltschaften, die Behörden des Justizvollzugs, die Familien- und Vormundschaftsgerichte, die mit der Sorge um die Person betraut sind, die Jugendämter, die für die Erteilung von Waffen- und Sprengstofferlaubnissen zuständigen Behörden sowie die Gnadenbehörden.
Sämtliche Eintragungen werden mit der Vollendung des 24. Lebensjahrs entfernt, wenn keine Freiheits-, Jugendstrafe oder ein Strafarrest in das Zentralregister eingetragen ist. Eintragungen in das Erziehungsregister müssen nicht offenbart werden.